# Carl Weathers

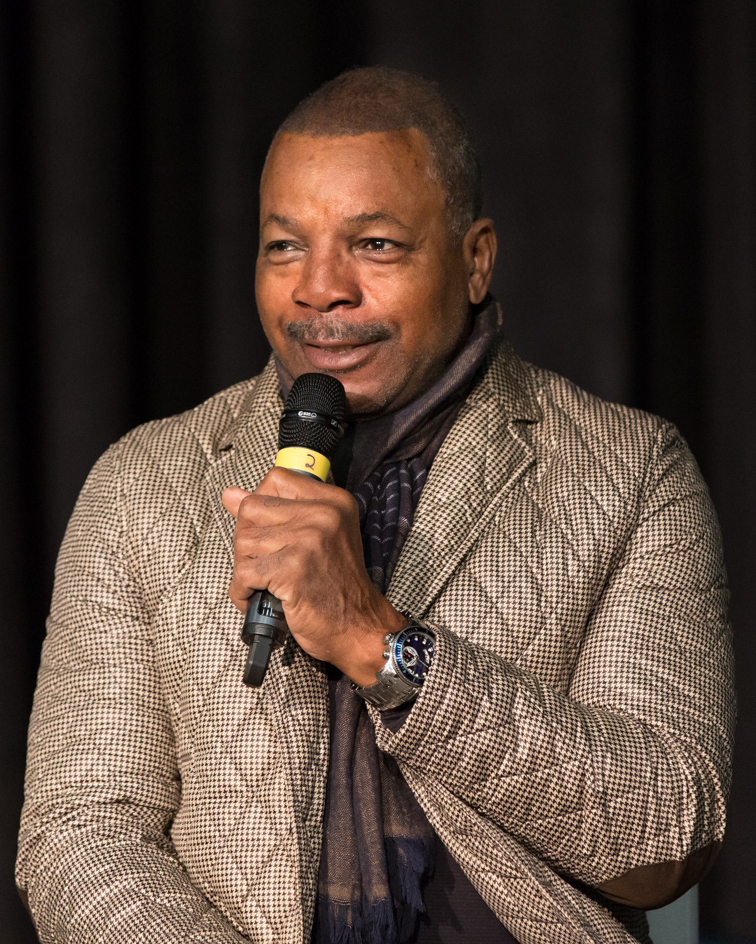
Carl Weathers, 2015

Carl Weathers (* 14. Januar 1948 in New Orleans, Louisiana; † 2. Februar 2024 in Los Angeles, Kalifornien) war ein US-amerikanischer Schauspieler, Regisseur und professioneller American-Football-Spieler für die Oakland Raiders in der National Football League.
Der Sportler wurde durch seine Darstellung des Boxers Apollo Creed in den ersten vier Teilen der Rocky-Filmreihe bekannt.

## Leben und Werk
Sein Vater war ein Tagelöhner. Als Schüler der achten Klasse erhielt er ein sportliches Stipendium für St. Augustine High School, eine Privatschule.
Bevor Weathers Schauspieler wurde, spielte er mehrere Jahre professionell American Football bei den Oakland Raiders in der National Football League (NFL). Von 1971 bis 1973 spielte er für die BC Lions in der Canadian Football League (CFL). 1974 beendete er seine Sportkarriere und übernahm kleinere Filmrollen, wie etwa neben Pam Grier in den Blaxploitation-Krimis Friday Foster und Bucktown aus dem Jahr 1975.
Seinen Durchbruch schaffte er 1976 mit der Rolle des Apollo Creed in Rocky, den er auch in den Teilen II bis IV darstellte. Ein weiterer Höhepunkt seiner Karriere war Predator, wo er an der Seite von Arnold Schwarzenegger gegen einen außerirdischen Jäger antreten musste. 1981 nahm er mit You Ought to Be with Me eine Single als Sänger auf, die in den US-R&B-Charts Platz 71 erreichte.
Erst 1988 bekam Weathers seine erste Hauptrolle im Film Action Jackson, der jedoch weder an den Kinokassen noch bei der Kritik überzeugen konnte. Danach flachte seine Karriere ab und er übernahm vornehmlich Fernsehrollen. Sein Schaffen umfasste mehr als 80 Produktionen. Von 1991 bis 1993 spielte er die Hauptrolle in der Fernsehserie Das Gesetz der Straße. 2012 stand er in Thunder Levins Science-Fiction-Film American Warships als General McKraken vor der Kamera. Ab 1993 trat Weathers auch gelegentlich als Regisseur in Erscheinung. Er inszenierte vor allem einige Folgen verschiedener Serien, am häufigsten für Palm Beach-Duo. Ab 2019 spielte er die Rolle des Greef Karga in der Star-Wars-Serie The Mandalorian. Auch in dieser Serie übernahm er bei zwei Folgen die Regie.
1973 heiratete Carl Weathers Mary Ann Castle. Die Ehe wurde geschieden. Gemeinsam bekamen sie zwei Kinder. Er starb am 1. Februar 2024 im Alter von 76 Jahren in Los Angeles.
Eine Sterbeurkunde gab später seine Todesursache als atherosklerotische Herz-Kreislauf-Erkrankung an, obwohl Deadline Hollywood feststellte, dass das Dokument „umstritten war und nicht von der Familie des Schauspielers bestätigt wurde“.

## Filmografie (Auswahl)
Schauspieler
- 1975: Friday Foster
- 1976: Rocky
- 1976: Barnaby Jones (Fernsehserie, Folge 5x08)
- 1977: Die Straßen von San Francisco (The Streets of San Francisco, Fernsehserie, Folge 5x17: Die Jugendbande)
- 1977: Unheimliche Begegnung der dritten Art (Close Encounters of the Third Kind)
- 1977: Zwei ausgebuffte Profis (Semi-Tough)
- 1978: Es kam aus der Tiefe (The Bermuda Depths, Fernsehfilm)
- 1978: Der wilde Haufen von Navarone (Force 10 from Navarone)
- 1979: Rocky II
- 1981: Yukon (Death Hunt)
- 1982: Rocky III – Das Auge des Tigers (Rocky III)
- 1985: Rocky IV – Der Kampf des Jahrhunderts (Rocky IV)
- 1985: Ein Fall für Braker (Braker, Fernsehfilm)
- 1986: Flucht in Ketten (The Defiant Ones)
- 1986: Fortune Dane (Fernsehfilm)
- 1987: Predator
- 1988: Action Jackson
- 1989: NAM – Dienst in Vietnam (Tour of Duty, Fernsehserie)
- 1990: Action Jackson 2 – Gefährliche Begierde (Dangerous Passion, Fernsehfilm)
- 1990: Hurricane Smith
- 1991–1993: Das Gesetz der Straße (Street Justice, Fernsehserie)
- 1996: Happy Gilmore
- 1997: Shadow Warriors – Rache um jeden Preis (Shadow Warriors: Assault On Devil’s Island, Fernsehfilm)
- 1999: Shadow Warriors II: Hunt for the Death Merchant (Fernsehfilm)
- 2000: Little Nicky – Satan Junior (Little Nicky)
- 2002: Adam Sandlers acht verrückte Nächte (Eight Crazy Nights)
- 2003–2007: The Shield – Gesetz der Gewalt (The Shield, Fernsehserie, 2 Folgen)
- 2004–2013: Arrested Development (Fernsehserie, 4 Folgen)
- 2005: Alien Siege – Tod aus dem All (Alien Siege, Fernsehfilm)
- 2007: The Comebacks
- 2008: Emergency Room – Die Notaufnahme (ER, Fernsehserie, 1 Folge)
- 2010: Psych (Fernsehserie, 1 Folge)
- 2012: American Warships
- 2016: Chicago P.D. (Fernsehserie, 4 Folgen)
- 2016: Colony (Fernsehserie, 7 Folgen)
- 2017: Chicago Justice (Fernsehserie, 13 Folgen)
- 2017–2018: Star gegen die Mächte des Bösen (Star vs. The Forces of Evil, Fernsehserie, 6 Folgen, Sprechrolle)
- 2018: Magnum P.I. (Fernsehserie, Folge 1x02)
- 2018: Law & Order: Special Victims Unit (Fernsehserie, Folge 20x03)
- 2019: A Toy Story: Alles hört auf kein Kommando (Toy Story 4, Sprechrolle)
- 2019–2023: The Mandalorian (Fernsehserie, 10 Folgen)

Regisseur:
- 1993–1997: Palm Beach-Duo (Silk Stalkings, Fernsehserie, 8 Folgen)
- 1995: Renegade – Gnadenlose Jagd (Renegade, Fernsehserie, Folge 4x09)
- 2001–2002: Sheena (Fernsehserie, 5 Folgen)
- 2019: Hawaii Five-0 (Fernsehserie, Folge 9x11)
- 2020, 2023: The Mandalorian (Fernsehserie, 2 Folgen)
- 2021: The Last O.G. (Fernsehserie, 2 Folgen)